# Kas (limonade)
‌
Pour les articles homonymes, voir Kas.
Ne doit pas être confondu avec Équipe cycliste Kas.

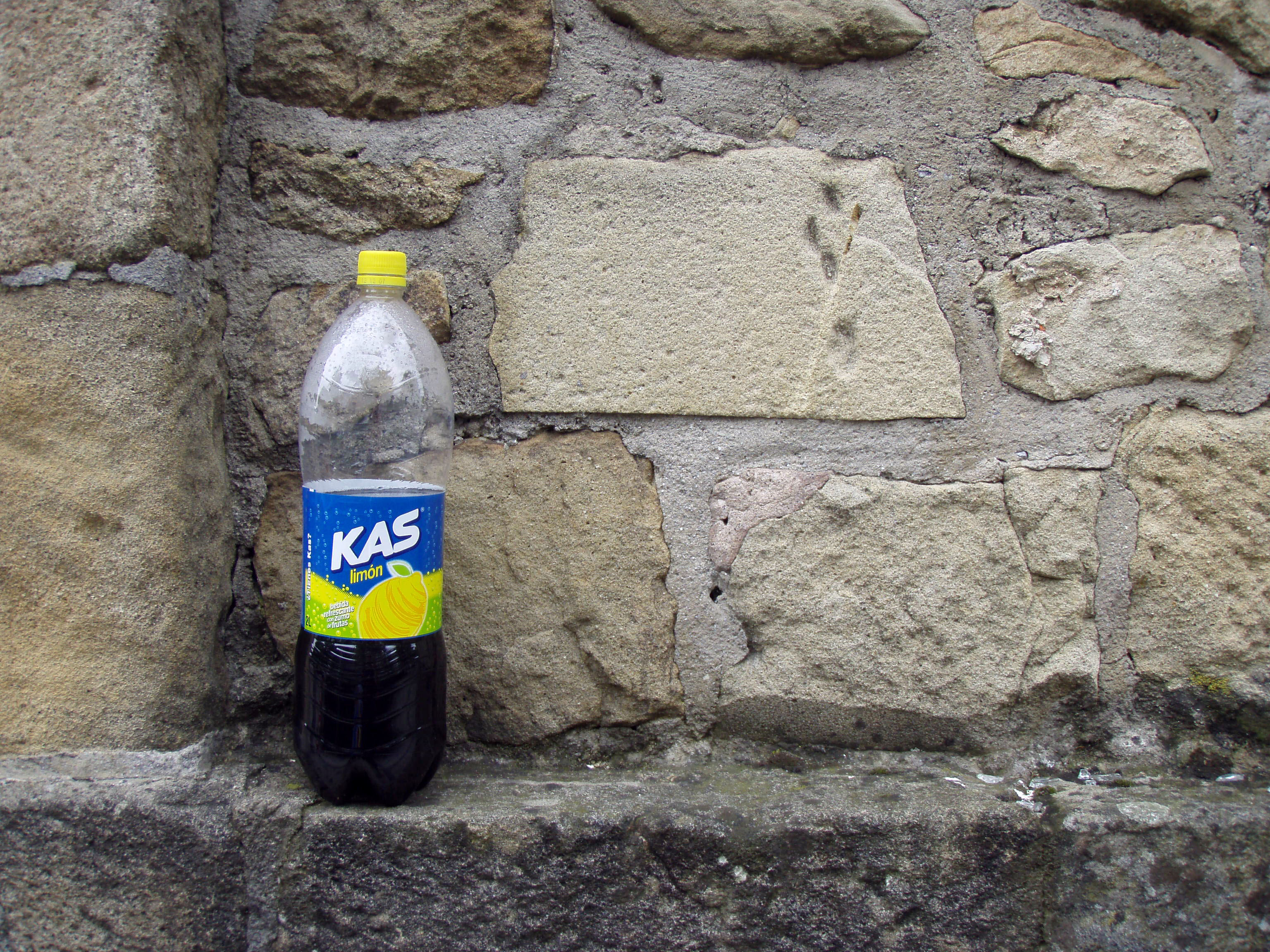
Bouteille de Kas contenant du kalimotxo.

Kas est une marque de limonades principalement commercialisée en Espagne, mais également au Mexique et dans le Sud-Ouest de la France. On peut en trouver goût pamplemousse, orange (jaune), citron (vert-jaune), amer (extraits de plantes), et pomme.

## En Espagne
La boisson est créée à Vitoria-Gasteiz, au Pays basque, en 1956, par Luis Knörr Elorza ; descendant d'un brasseur allemand installé à Vitoria-Gasteiz, et fabricant de bières et de sodas gazeux sous la marque locale El As, il lui vint un jour l'idée de mélanger du jus d'orange avec des bulles. Il s'agit alors de la première boisson pétillante à l'orange commercialisée en Espagne, cinq ans avant que le Fanta n'y soit commercialisé. La marque devint "Kas" l'année suivante. Elle rencontra un franc succès dans le nord de l'Espagne, aidée par une campagne publicitaire sous le slogan Beba Kas nada más, ainsi que les résultats sportifs de l'équipe de cyclisme que la marque parraina pendant des années, qui accumulaient les victoires.
Le Kas amer (Bitter Kas) sortit dans les années 60 ; l'idée vint d'Italie, et fut adaptée au marché espagnol avec l'aide d'un professeur de pharmacie de l'Université de Barcelone. Le Bitter Kas est leader du marché des amers en Espagne.
La marque est acquise par le groupe PepsiCo International en 1991. Durant les années 90, les publicités 24 Horas Kas rencontrèrent un certain succès, notamment grâce à leur jingle (Dame Mas de Alex de la Nuez, une reprise de Give it Up du Steve Miller Band) et la présence de la "Chica Kas" dans les publicités. La marque touche actuellement 61,4 % de part de marché dans le nord de l'Espagne.
L'entreprise a toujours l'usine historique de Vitoria, ainsi que d'autres usines en Espagne comme celle de Tafalla en Navarre, achetée par le groupe en 1989.

## Autres marchés
Au Mexique, le Kas Pamplemousse sortit en 1994, afin de concurrencer la sortie de la limonade au pamplemousse Fresca de Coca-Cola, et fut appuyé par une campagne de publicité similaire à celle qui fut diffusée en Espagne. La chanson Dame Mas fut interprétée par le groupe argentin The Sacados, et sa promotion constante fit que le single fut classé dans les charts mexicains. La marque lança des publicités télévisées exclusives, des panneaux publicitaires, ainsi qu'une campagne dans les bars et les établissements de nuit afin de promouvoir le mélange Kas et tequila. La marque fut renommée Kas Mas en 2006.
En France, la boisson est commercialisée depuis 1998, surtout dans le sud-ouest de la France. Elle y est relativement populaire (numéro 1 sur le segment des boissons gazeuses au citron dans le Sud-Ouest), et y est souvent mélangée à de l'alcool (gin, vodka, martini ou même Izarra). Dans le reste de la France, la marque n'est pas disponible en magasins et est quasi inconnue.
En 2005, le Kas Light Citron est commercialisé.
La marque tente également de conquérir le marché brésilien, en lançant plusieurs types de Kas au goût guarana, qui se retrouve dans plusieurs sodas au Brésil ; ainsi, on pouvait trouver du Kas guarana, guarana-acerola, guarana-maracuja et guarana-pêche. La production cessa peu de temps après le lancement, et les goûts orange et citron ne sortirent jamais au Brésil.